# Пучок модулей
В математике, пучок модулей — это пучок над окольцованным пространством {\displaystyle (X,O_{X})}, обладающий структурой модуля над структурным пучком {\displaystyle O_{X}}.

## Определение
Для окольцованного пространства {\displaystyle (X,O_{X})}, пучок {\displaystyle O_{X}}-модулей (или просто {\displaystyle O_{X}}-модуль) — это пучок {\displaystyle F} над {\displaystyle X}, такой что {\displaystyle F(U)} является {\displaystyle O_{X}(U)}-модулем для каждого открытого множества {\displaystyle U}, и для каждого открытого множества {\displaystyle V}, содержащегося в {\displaystyle U}, отображение ограничения {\displaystyle F(U)\to F(V)} согласовано со структурой модулей: для каждых {\displaystyle a\in O_{X}(U),f\in F(U)} имеем
Морфизмом {\displaystyle O_{X}}-модулей {\displaystyle F\to G} называется морфизм пучков, такой, что для любого открытого множества {\displaystyle U} отображение {\displaystyle F(U)\to G(U)} является морфизмом {\displaystyle O_{X}(U)}-модулей.

## Примеры
- Структурный пучок {\displaystyle O_{X}} является {\displaystyle O_{X}}-модулем. Пучок {\displaystyle O_{X}}-модулей, являющийся подпучком пучка {\displaystyle O_{X}}, называется пучком идеалов на {\displaystyle X}.
- Если {\displaystyle f:F\to G} — морфизм {\displaystyle O_{X}}-модулей, то ядро, образ и коядро {\displaystyle f} являются {\displaystyle O_{X}}-модулями.
- Любые прямые суммы, прямые произведения, прямые и обратные пределы {\displaystyle O_{X}}-модулей являются {\displaystyle O_{X}}-модулями. Пучок {\displaystyle O_{X}}-модулей называется свободным, если он изоморфен прямой сумме нескольких копий {\displaystyle O_{X}}. Пучок {\displaystyle O_{X}}-модулей {\displaystyle F} называется локально свободным (ранга {\displaystyle r}) если у каждой точки {\displaystyle X} существует открытая окрестность, на которой {\displaystyle F} свободен (изоморфен прямой сумме {\displaystyle r} копий пучка {\displaystyle O_{X}}). Локально свободный пучок ранга 1 называется также обратимым пучком.
- Если {\displaystyle F,G} — пучки {\displaystyle O_{X}}-модулей, можно определить пучок морфизмов из {\displaystyle F} в {\displaystyle G} следующим образом:{\displaystyle U\mapsto Hom_{O_{X}(U)}(F(U),G(U)).} Двойственный {\displaystyle O_{X}}-модуль к {\displaystyle O_{X}}--модулю {\displaystyle F} — это модуль морфизмов из {\displaystyle F} в {\displaystyle O_{X}}.
- Пучок, ассоциированный с предпучком {\displaystyle U\to F(U)\otimes _{O_{X}(U)}G(U)} обозначается {\displaystyle F\otimes _{O_{X}}G}. Его слой в точке {\displaystyle x} канонически изоморфен {\displaystyle F_{x}\otimes _{O_{X,x}}G_{x}}. Аналогично определяется симметрическое и внешнее произведение.